# آقچری
آقچری روستایی از توابع بخش مرکزی شهرستان آبیک در استان قزوین ایران است.

## جمعیت
این روستا در دهستان خوزنان قرار داشته و براساس سرشماری سال ۱۳۸۵جمعیت آن ۱۱۱نفر (۵۱خانوار) بوده‌است.

## زبان
زبان مردم این روستا تاتی می‌باشد.

## موقعیت
موقعیت دقیق این روستا بعد از زیاران می‌باشد. آقچری در لغت به معنای چراگاه سفید می‌باشد و یک واژه ترکی است.
روستای آقچری در غرب تهران واقع شده‌است. این روستا ۵۰ کیلومتر با قزوین فاصله دارد. داری معادن سنگ بوده که سهام دارانی را به خود جذب کرده‌است.

## مکان‌های دیدنی
مکان‌های دیدنی این روستا عبارت است از: خروس چشمه، امامزاده محمد، الماس دره، اسپرسان، کامبور دره، خزه باغان و…